# 托里风毛菊
托里风毛菊（学名：Saussurea tuoliensis）是菊科风毛菊属的植物，为中国的特有植物。分布于中国大陆的新疆等地，生长于海拔2,000米至2,800米的地区，常生于山坡，目前尚未由人工引种栽培。